# Хубулов Арсен Давидович
Арсен Давидович Хубулов (рос. Арсен Давидович Хубулов, ос. Хуыбылты Арсен, нар. 13 грудня 1990, Владикавказ) — російський футболіст, фланговий півзахисник казахстанського клубу «Шахтар» (Караганда).

## Клубна кар'єра
Вихованець СДЮШОР «Юність» з рідного Владикавказа, з якої у 12 років потрапив до академії футболу імені Юрія Конопльова.
У дорослому футболі дебютував 2008 року виступами за команду «Автодор» (Владикавказ), в якій провів два сезони, взявши участь у 38 матчах третього за рівнем дивізіону чемпіонату Росії.

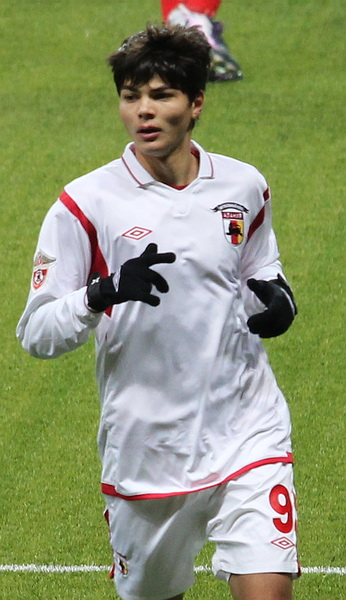
Арсен Хубулов під час виступів за «Аланію». 2010 рік.

Своєю грою за цю команду привернув увагу представників тренерського штабу головного клубу міста, «Аланії», до складу якої приєднався у лютому 2010 року. 10 травня 2010 року в матчі 10-го туру, в якому «Аланія» приймала московський «Спартак» (5:2), на 66-й хвилині дебютував у Прем'єр-лізі, вийшовши на заміну замість Олександра Маренича і на 88-й хвилині після прострілу Івана Стоянова забив гол у ворота Сослан Джанаєва, встановивши остаточний рахунок 5:2. Всього до кінця сезону-2010 зіграв за команду 8 ігор чемпіонату, але клуб посів передостаннє 15 місце і покинув вищий дивізіон. У другому за рівнем дивізіоні країни Арсен був основним гравцем команди і допоміг їй посісти перше місце у сезоні 2011/12 та повернутись до еліти. За підсумками 2011 року був включений в збірну ФНЛ, яка провела виставковий матч зі збірною італійської Серії В в Астрахані. На 60-й хвилині Хубулов відкрив рахунок у матчі з пенальті, але в підсумку італійці домоглися вольової перемоги 1:2.
6 серпня 2013 року після чергового вильоту «Аланії» з вищого дивізіону Хубулов підписав довгостроковий контракт з іншою вищоліговою командою «Кубань». З цією командою за підсумками сезону 2015/16 теж вилетів до ФНЛ, де провів ще пів року і у січні 2017 року покинув клуб.
31 січня 2017 року підписав контракт з махачкалінським «Анжі». 27 квітня 2017 року зробив хет-трик у ворота «Томі» в матчі чемпіонату Росії (3:3).
10 липня 2018 року перейшов у турецький клуб «Ерзурумспор», але у новій команді не закріпився і 2019 рік провів у «Єнісеї», з яким теж за підсумками сезону 2018/19 вилетів з Прем'єр-ліги.
14 лютого 2020 року він приєднався до клубу Прем'єр -ліги Казахстану «Шахтар» (Караганда). Станом на 29 липня 2021 року відіграв за команду з Караганди 31 матч в національному чемпіонаті.

## Виступи за збірну
Протягом 2012—2013 років залучався до складу молодіжної збірної Росії. На молодіжному рівні зіграв у 4 офіційних матчах.
31 травня 2013 року потрапив до розширеного списку студентської збірної Росії для участі у футбольному турнірі на літній Універсіаді в Казані, але в остаточний список гравців включений не був.

## Статистика виступів

### Статистика клубних виступів
| Сезон                             | Команда                           | Чемпіонат                         | Чемпіонат | Чемпіонат | Національний кубок | Національний кубок | Національний кубок | Континентальні кубки | Континентальні кубки | Континентальні кубки | Інші змагання | Інші змагання | Інші змагання | Усього | Усього | Усього |
| Сезон                             | Команда                           | Ліга                              | Ігор      | Голів     | Ліга               | Ігор               | Голів              | Ліга                 | Ігор                 | Голів                | Ліга          | Ігор          | Голів         | Ігор   | Голів  |        |
| --------------------------------- | --------------------------------- | --------------------------------- | --------- | --------- | ------------------ | ------------------ | ------------------ | -------------------- | -------------------- | -------------------- | ------------- | ------------- | ------------- | ------ | ------ | ------ |
| 2008                              | «Автодор» (Владикавказ)           | 2Д (ІІІ)                          | 8         | 0         | КР                 | 1                  | 0                  |                      | -                    | -                    |               | -             | -             | 9      | 0      |        |
| 2009                              | «Автодор» (Владикавказ)           | 2Д (ІІІ)                          | 30        | 5         | КР                 | 1                  | 0                  |                      | -                    | -                    |               | -             | -             | 31     | 5      |        |
| Усього за «Автодор» (Владикавказ) | Усього за «Автодор» (Владикавказ) | Усього за «Автодор» (Владикавказ) | 38        | 5         |                    | 9                  | 1                  |                      | -                    | -                    |               | -             | -             | 81     | 10     |        |
| 2010                              | «Аланія»                          | ПЛ                                | 8         | 1         | КР                 | 3                  | 0                  |                      | -                    | -                    |               | -             | -             | 11     | 1      |        |
| 2011–12                           | «Аланія»                          | ФНЛ (ІІ)                          | 44        | 6         | КР                 | 1                  | 0                  | ЛЄ                   | 4                    | 0                    |               | -             | -             | 49     | 6      |        |
| 2012–13                           | «Аланія»                          | ПЛ                                | 14        | 2         | КР                 | 0                  | 0                  |                      | -                    | -                    |               | -             | -             | 14     | 2      |        |
| Усього за «Аланію»                | Усього за «Аланію»                | Усього за «Аланію»                | 66        | 9         |                    | 4                  | 0                  |                      | 4                    | 0                    |               | -             | -             | 74     | 9      |        |
| 2013–14                           | «Кубань»                          | ПЛ                                | 14        | 1         | КР                 | 1                  | 0                  | ЛЄ                   | 5                    | 0                    |               | -             | -             | 20     | 1      |        |
| 2014–15                           | «Кубань»                          | ПЛ                                | 15        | 0         | КР                 | 2                  | 0                  |                      | -                    | -                    |               | -             | -             | 17     | 0      |        |
| 2015–16                           | «Кубань»                          | ПЛ                                | 26        | 2         | КР                 | 1                  | 0                  |                      | -                    | -                    |               | -             | -             | 27     | 2      |        |
| 2016-січ. 2017                    | «Кубань»                          | ФНЛ (ІІ)                          | 18        | 3         | КР                 | 0                  | 0                  |                      | -                    | -                    |               | -             | -             | 18     | 3      |        |
| Усього за «Кубань»                | Усього за «Кубань»                | Усього за «Кубань»                | 73        | 6         |                    | 4                  | 0                  |                      | 5                    | 0                    |               | -             | -             | 82     | 6      |        |
| січ.-черв. 2017                   | «Анжі»                            | ПЛ                                | 10        | 5         | КР                 | 1                  | 0                  |                      | -                    | -                    |               | -             | -             | 11     | 5      |        |
| 2017–18                           | «Анжі»                            | ПЛ                                | 16        | 1         | КР                 | 0                  | 0                  |                      | -                    | -                    |               | -             | -             | 16     | 1      |        |
| Усього за кар'єру                 | Усього за кар'єру                 | Усього за кар'єру                 | 203       | 26        |                    | 11                 | 0                  |                      | 9                    | 0                    |               | -             | -             | 223    | 26     |        |